# Dioxígeno
El dioxígeno, oxígeno molecular, oxígeno diatómico u oxígeno gaseoso (generalmente llamado solo oxígeno) es una molécula diatómica compuesta por 2 átomos de oxígeno. Es un gas (en condiciones normales de presión y temperatura) incoloro, inodoro e insípido. Existe otra variedad alotrópica del oxígeno formada por tres átomos: O3, denominada ozono, cuya presencia en la atmósfera protege la Tierra de la incidencia de radiación ultravioleta procedente del Sol.
El oxígeno líquido y sólido tienen una ligera coloración azulada y en ambos estados es muy paramagnético. El oxígeno líquido se obtiene usualmente mediante la destilación fraccionada del aire líquido junto con el nitrógeno.
Prácticamente reacciona con la totalidad de los metales (exceptuando los metales nobles) provocando la corrosión.

## Aplicaciones
La principal utilización del oxígeno, se usa oxígeno líquido en los motores de propulsión de los cohetes, mientras que en los procesos industriales y en el transporte el oxígeno para la combustión se toma directamente del aire. Otras aplicaciones industriales son la soldadura y la fabricación de acero y metanol.
La medicina también hace uso del oxígeno suministrándolo como suplemento a pacientes con dificultades respiratorias; y se emplean botellas de oxígeno en diversas prácticas deportivas como el submarinismo o laborales, en el caso de acceder a lugares cerrados, o escasamente ventilados, con atmósferas contaminadas (limpieza interior de depósitos, trabajo en salas de pintura, etc.). También se usa en las aeronaves en caso de descompresión del fuselaje (las llamadas "máscaras de oxígeno").
El oxígeno provoca una respuesta de euforia en los que lo inhalan, por lo que históricamente se ha usado como divertimento, práctica que persiste hoy día. En el siglo XIX también se utilizó, mezclado con óxido nitroso, como analgésico.

## Historia
El oxígeno, del griego ὀξύς, ácido, y -geno, de la raíz γεν, generar, —nombre dado por Lavoisier en 1774 que a la postre se ha demostrado inexacto en la medida en que hay numerosos ácidos que no contienen oxígeno— fue descubierto por el farmacéutico sueco Carl Wilhelm Scheele en 1771, pero su trabajo no obtuvo un reconocimiento inmediato y en ocasiones se atribuye a Joseph Priestley quien lo descubrió independientemente el 1 de agosto de 1774.

## Rol biológico

### Fotosíntesis y respiración

La fotosíntesis divide el agua para liberar O_{2} y une el CO_{2} al azúcar.

El oxígeno es liberado por las bacterias fotosintéticas, las algas y las plantas mediante la fotosíntesis. En el proceso inverso, los organismos aerobios mediante la respiración usan el oxígeno para convertir los nutrientes en energía (ATP). La disminución de oxígeno provoca hipoxemia y su falta total anoxia, lo que puede provocar la muerte del organismo.
En la naturaleza, el oxígeno no combinado se produce por la fotodescomposición del agua durante la fotosíntesis. Según algunas estimaciones, las algas verdes y las cianobacterias de ambientes marinos proporcionan alrededor del 70 % del producido en la Tierra, y las plantas terrestres, el resto. Otros investigadores estiman que la contribución oceánica al oxígeno atmosférico es aún mayor, mientras que otros la sitúan por debajo, en torno a un 45 % del oxígeno atmosférico total del planeta cada año.
Una fórmula global simplificada de la fotosíntesis es:
La evolución fotolítica del oxígeno tiene lugar en las membranas tilacoides de los organismos fotosintéticos y requiere la energía de cuatro fotones. Están implicados muchos procesos, pero el resultado es la formación de un gradiente de un protón a través de la membrana tilacoide, que se usa para sintetizar adenosín trifosfato (ATP) por la fotofosforilación. El O2 restante tras la oxidación de la molécula de agua se libera a la atmósfera.
El dioxígeno molecular es esencial para la respiración celular en todos los organismos aerobios, ya que las mitocondrias lo usan para ayudar a generar adenosín trifosfato durante la fosforilación oxidativa. La reacción para la respiración aerobia es básicamente lo contrario que la fotosíntesis y se simplifica de la siguiente forma:
En los vertebrados, el O2 se difunde por membranas pulmonares hacia los glóbulos rojos. La hemoglobina envuelve el O2 cambiando su color de un rojo azulado a un rojo brillante (el CO2 se libera desde otra parte de la hemoglobina mediante el efecto Bohr). Otros animales usan la hemocianina (moluscos y algunos artrópodos) o la hemeritrina (arañas y langostas). Un litro de sangre puede disolver 200 cm³ de O2.
Las especies reactivas de oxígeno, como el ion superóxido (O2-) y el peróxido de hidrógeno, son peligrosos subproductos del uso de oxígeno en los organismos. Algunas partes del sistema inmunitario de organismos más avanzados, sin embargo, crean peróxido, superóxido y oxígeno singlete para destruir microbios invasores. Las especies reactivas de oxígeno también tienen un rol importante en la respuesta hipersensible de las plantas contra ataques patógenos.
Un adulto humano en reposo respira de 1,8 a 2,4 gramos de oxígeno por minuto. Sumada la cantidad inhalada por todas las personas del planeta, hace un total de 6000 millones de toneladas de oxígeno por año.

### Contenido en el cuerpo
| Unidad | Presión alveolar de los gases pulmonares | Oxígeno de la sangre arterial | Gas sanguíneo venoso |
| ------ | ---------------------------------------- | ----------------------------- | -------------------- |
| kPa    | 14.2                                     | 11-13                         | 4.0-5.3              |
| mmHg   | 107                                      | 75-100                        | 30-40                |

El contenido de oxígeno en el cuerpo de un ser vivo es normalmente mayor en el sistema respiratorio y disminuye a lo largo de cualquier sistema arterial, los tejidos periféricos y el sistema venoso, respectivamente. El contenido de oxígeno en este sentido se suele dar como la presión parcial, que es la presión que tendría el oxígeno si ocupase por sí solo el volumen de las venas.

### Acumulación en la atmósfera

Acumulación del O_{2} en la atmósfera terrestre: 1) Sin producción de O_{2}; 2) O_{2} producido, pero absorbido en océanos y rocas del fondo marino; 3) El O_{2} comienza a salir de los océanos, pero es absorbido por la superficie terrestre y debido a la formación de la capa de ozono; 4–5) El O_{2} desciende y el gas se acumula.

El oxígeno gaseoso no combinado era casi inexistente en la atmósfera terrestre antes de la evolución de las bacterias y arqueobacterias fotosintéticas. Apareció por primera vez en cantidades significativas durante el Paleoproterozoico (hace alrededor de 2500 y 1600 millones de años). En un principio, el oxígeno se combinó con hierro disuelto en los océanos para crear formaciones de hierro bandeado. Los océanos comenzaron a exhalar oxígeno no combinado hace 2700 millones de años, alcanzando el 10 % de su nivel actual hace unos 1700 millones de años.
La presencia de grandes cantidades de oxígeno no combinado disuelto en los océanos y la atmósfera pudo haber conducido a la extinción de la mayoría de los organismos anaerobios que vivían entonces, durante la Gran Oxidación (catástrofe del oxígeno) hace unos 2400 millones de años. Sin embargo, el uso de O2 en la respiración celular permite producir a los organismos aerobios mucho más ATP que los anaerobios, ayudando a los primeros a dominar a biosfera de la Tierra. La fotosíntesis y la respiración celular del O2 permitieron la evolución de las células eucariotas y, finalmente, la aparición de organismos multicelulares complejos como plantas y animales.
Desde el comienzo del periodo Cámbrico hace 540 millones de años, los niveles de O2 han fluctuado entre el 15 % y el 30 % por volumen. Hacia finales del Carbonífero (hace unos 300 millones de años) el nivel de O2 en la atmósfera alcanzó un volumen máximo del 35 %, que pudo haber contribuido al gran tamaño de los insectos y anfibios de aquella época. La actividad humana, incluyendo la combustión de 7000 millones de toneladas de combustible fósil cada año, ha tenido un impacto muy pequeño en la cantidad de oxígeno combinado en la atmósfera. Con los niveles actuales de fotosíntesis, llevaría unos 2000 años regenerar la cantidad total de O2 en la atmósfera actual.

## Precauciones
Las atmósferas ricas en oxígeno en presencia de materiales combustibles son susceptibles de provocar incendios que se propagan con gran rapidez así como explosiones. Otro tanto sucede si las fuentes de oxígeno son cloratos, percloratos, dicromatos, etc.; estos compuestos con alto poder oxidante, pueden además provocar quemaduras químicas.

## Obtención
Hay dos métodos habituales de obtener oxígeno en un laboratorio:
- Descomposición del peróxido de hidrógeno en presencia de dióxido de manganeso MnO2 que actúa como catalizador:

{\displaystyle 2\,H_{2}O_{2}\,_{(l)}\,{\underset {MnO_{2}}{\longrightarrow }}\,2\,H_{2}O\,_{(l)}+O_{2}\,_{(g)}}
- Descomposición del clorato potásico mediante calentamiento:

{\displaystyle 2\,KClO_{3}\,_{(s)}\,{\underset {MnO_{2}}{\longrightarrow }}\,2\,KCl\,_{(s)}+3\,O_{2}\,_{(g)}}
La descomposición requiere una temperatura de 400-500 °C; la adición de MnO2 permite que la reacción se produzca a 150 °C. También se puede obtener dioxígeno por electrólisis del agua.
En escala industrial, se obtiene por destilación fraccionada del aire líquido.